# Comperia domestica
Comperia domestica är en stekelart som beskrevs av Annecke 1969. Comperia domestica ingår i släktet Comperia och familjen sköldlussteklar. Inga underarter finns listade i Catalogue of Life.